# 知恵文学
知恵文学（ちえぶんがく、英語: Wisdom literature）は、古代イスラエルの宗教文化を始めとして、古代オリエント世界における国際的な文学活動によりできた特定グループの文学である。旧約聖書の正典の中ではヨブ記、箴言、伝道者の書、詩篇の一部がそれに属する。正典以外は、「ベン・シラの知恵」「ソロモンの知恵」「トビト書」「第四マカベア書」などが挙げられる。
知恵文学は、古代オリエントの文学活動として、メソポタミア、エジプト、ウガリットなどの賢者が互いに影響を与え合った国際的な活動であった。

## メソポタミア
メソポタミアにおいては、知恵の概念は、魔術者の術、金属加工の術などの、実利的能力を意味していた。特に、祭司の宗教的な働きと結びついて、古代においては、魔術と祭儀との関係が深かった。

## エジプト
箴言22章17節―23章11節と、エジプトの知恵の書「アメン・エム・オペ」との間の関係性をA・エルマンが発見した。一般にはヘブル文学がエジプト文学を模倣したと考えられているが、Ｅ．ドリオトンという学者は、エジプトが箴言等の古代イスラエル文学の資料を翻訳して用いたという説を唱えた。エジプトの知恵文学は神々の霊感と活動に関係がある。トト神が知恵文学の源泉であると考えられ、「人類の指導者」と呼ばれていた。

## ウガリット
ウガリットは古代イスラエルの知恵文学と深いかかわりのあることが知られている。箴言の文体がウガリットの叙事詩と多くの点で類似している。オルブライトはヨブ記や伝道者の書にも類似性を指摘している。

## 古代イスラエル
古代イスラエルの言語であるヘブル語において知恵（ホクマー）は、「成功するための技術」を意味する。イスラエルの知恵文学において他の古代オリエントの一般伝統と同じく、実用性が重視されている。イスラエル人にとっては技術の習得者、洞察力の所有者が有益と考えられていた。知恵を持つ助言者、相談者が重んじられ、預言者エレミヤの時代には、助言者の階級も存在したと言われている（エレミヤ18章18節）。知恵は宗教的要素が強く、知恵を得るためには神の啓示が必要であり（ヨブ記28章23節）、知恵は神のみに属して（ヨブ記12章13節）、天地創造において用いられているとされている（詩篇104篇24節、箴言3章19節）。